# Jean Bara
Jean Bara, né le 23 mars 1923 à Troyes et mort le 2 mars 2020 à Courbevoie, est un acteur français.

## Biographie
Jean Bara figure parmi les meilleurs acteurs enfants de l'entre-deux-guerres au même titre que Gaby Triquet, Robert Lynen, Émile Genevois, Colette Borelli, etc.,. Il a aussi une carrière au théâtre avec des rôles principaux et jouait régulièrement dans la troupe enfantine Le théâtre du Petit-Monde,.  Avec d'autres acteurs enfants, il participait aussi à des fêtes et galas.

## Filmographie
- 1930 : La Tendresse, de André Hugon
- 1931 : Après l'amour de Léonce Perret : Le fils de Madame Meyran
- 1931 : Sur le tas de sable, Court-métrage de Louis Mercanton
- 1931 : Les rois mages, Court-métrage de Louis Mercanton
- 1931 : Le meeting, Court-métrage de Louis Mercanton
- 1931 : Boule de gomme, de Georges Lacombe : Boule de Gomme
- 1932 : Mélo, de Paul Czinner : le petit garçon
- 1932 : L’âne de Buridan, de Alexandre Ryder : un petit garçon
- 1932 : La pouponnière, de Jean Boyer : un petit garçon
- 1932 : Il a été perdu une mariée, de Léo Joannon : Toto
- 1932 : Un jour de vacances, Court-métrage de Gaston Biasini
- 1933 : La Vierge du rocher de Georges Pallu : Le petit Gérard
- 1933 : Il était une fois, de Léonce Perret :  le petit Bob[8]
- 1934 : L’homme mystérieux, moyen métrage de Maurice Tourneur[9]
- 1934 : Sapho, de Léonce Perret : Le petit Joseph
- 1934 : Nuit de mai, de Gustav Ucicky et Henri Chomette
- 1935 : Jérôme Perreau, héros des barricades, de Abel Gance : Louis XIV enfant
- 1935 : Le tampon du colonel, Court-métrage de Georges Pallu et Max Lerel
- 1935 : Son frère de lait, Court-métrage de Georges Pallu et Max Lerel
- 1936 : Le châtiment d'une mère, de Georges Pallu[10]
- 1938 : Ceux de demain, de Adelqui Migliar et George Pallu : Le petit Pierre
- 1940 : Les Trois Tambours (ou Vive la Nation) de Maurice de Canonge : Un tambour

## Théâtre
- 1930 : Le petit poucet, comédie musicale en cinq actes de Thérèse Lenôtre d'après Charles Perrault, Théâtre du Petit-Monde[6] : Le petit poucet
- 1931 : Bicot, Suzy et Cie, opérette, Théâtre du Petit-Monde aux Folies-Wagram[11] : Bicot
- 1931 : L'homme, la bête et la vertu, pièce en 3 actes de Luigi Pirandello, Théâtre Saint-Georges[12]  : Le fils de Mme Perella
- 1932 : Charlot à Paris, opérette en 5 actes d'Adhémar de Montgon, musique de Germaine Raynal et Jean Liamine, Théâtre du Petit-Monde aux Folies-Wagram[5],[13]
- 1932 : Il était une fois, pièce en 3 actes et 6 tableaux de Francis de Croisset , Théâtre des Ambassadeurs : Bob[14]
- 1933 : Il était une fois, pièce en 3 actes et 6 tableaux de Francis de Croisset , Théâtre de l'Ambigu : Bob[15]
- 1933 : Rosette, pièce comique en 4 actes de Daniel Norman et Louis Carolin[16], Théâtre Sarah-Bernhardt : Dédé (reprend le rôle de Pierre Lugan)[17]
- 1934 : Zig et Puce policiers, de Thérèse Lenôtre d'après Alain Saint-Ogan, Théâtre du Petit-Monde au Théâtre de la Madeleine : Puce[18]

## Discographie
- 1931 : Le petit poucet, de Charles Perrault, Le théâtre de Bob et Bobette, Columbia DF 685 : Le petit poucet[19],[20]